# Basílica Menor de Nuestra Señora de Guadalupe (Pachuca)
La Basílica Menor de Nuestra Señora de Guadalupe comúnmente denominada La Villita, se encuentra en Pachuca de Soto, Hidalgo, México.

## Historia

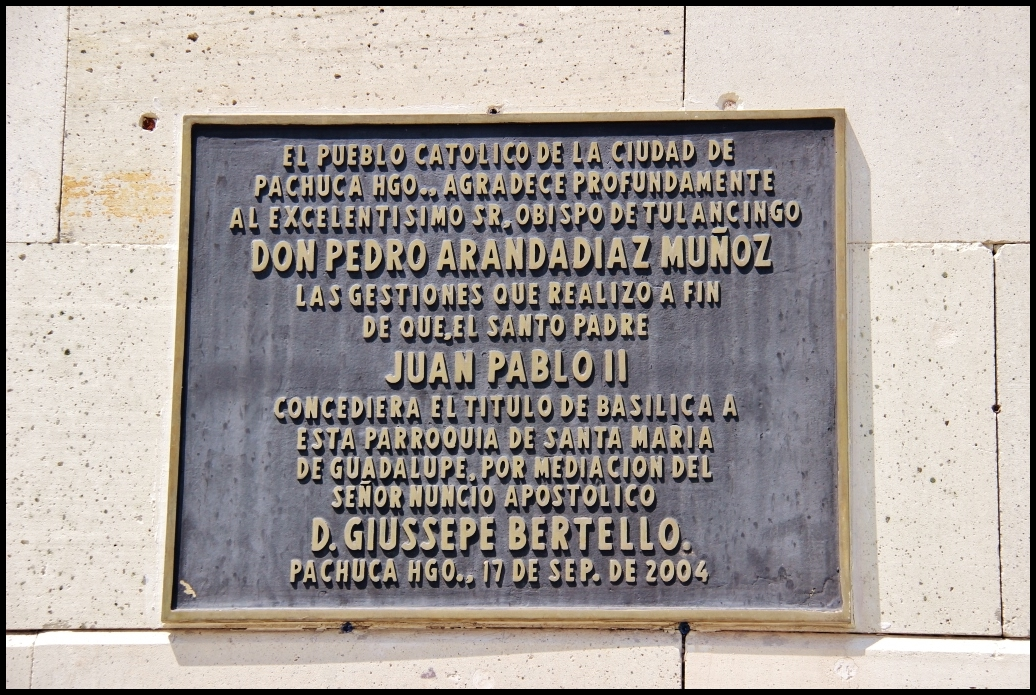
Placa conmemorativa en honor a Pedro Arandadiaz Muñoz por las gestiones realizadas para obtener la elevación a Basílica Menor.

### Antecedentes
Se cree que en 1596 se estableció una pequeña capilla en honor a Nuestra Señora de Guadalupe. Para 1725, en la autorización para la edificación del Hospital de San Juan de Dios, señalaba que en el terreno donado se encontraba la capilla mencionada.
En la parte del terreno donde se encontraba la capilla, se construiría una nueva de estilo barroco (actual Salón de Actos “Ingeniero Baltasar Muñoz Lumbier), perteneciente al Hospital de San Juan de Dios. En 1820, cuando al entrar en vigencia la Constitución de Cádiz, se estableció la prohibición a las órdenes religiosas para otorgar servicios hospitalarios;  el hospital y la capilla continuaron brindando sus servicios hasta 1837, en que a la muerte del padre Fray Agustín de Melgarejo último prior de la orden en Pachuca.

### Antiguo edificio
El culto guadalupano continuó, a mediados del siglo XIX, se había construido una pequeña ermita dedicada a la virgen de Guadalupe en el que era el camino México-Pachuca. En el año de 1907, con iniciativa de Virginia de Hernández, esposa de Francisco Hernández, Secretario General de Gobierno de Pedro Ladislao Rodríguez, se realizan los trabajos de ampliación. La superficie de esta iglesia hecha de piedra tenía unos 8m  de alto y unos 5 m de ancho.

### Nuevo edificio
Hacia 1923 se decretó la fundación de la capilla ahora como parroquia, por tal motivo se comienza a ampliar el lugar. Las carencias económicas que experimentaba el clero hicieron que el techo se hiciera a manera de una especie de tejabancito. Diez años después, con más fondos, se comienza otra ampliación de la capilla de piedra, prolongándose hacia la calle Cuauhtémoc.
El 2 de febrero de 1952 cuando el arzobispo de la región, monseñor Arsega, decide emprender la construcción de la basílica actual; fue diseñada por el arquitecto Cegral y los maestros albañiles Lazcano y Aurelio Becerra. Al transcurrir los años, la fachada fue adornada con estructuras talladas en piedra de cantera. El 17 de septiembre de 2004 se anuncia la elevación al rango de Basílica Menor con el nombre Santa María de Guadalupe.

## Arquitectura

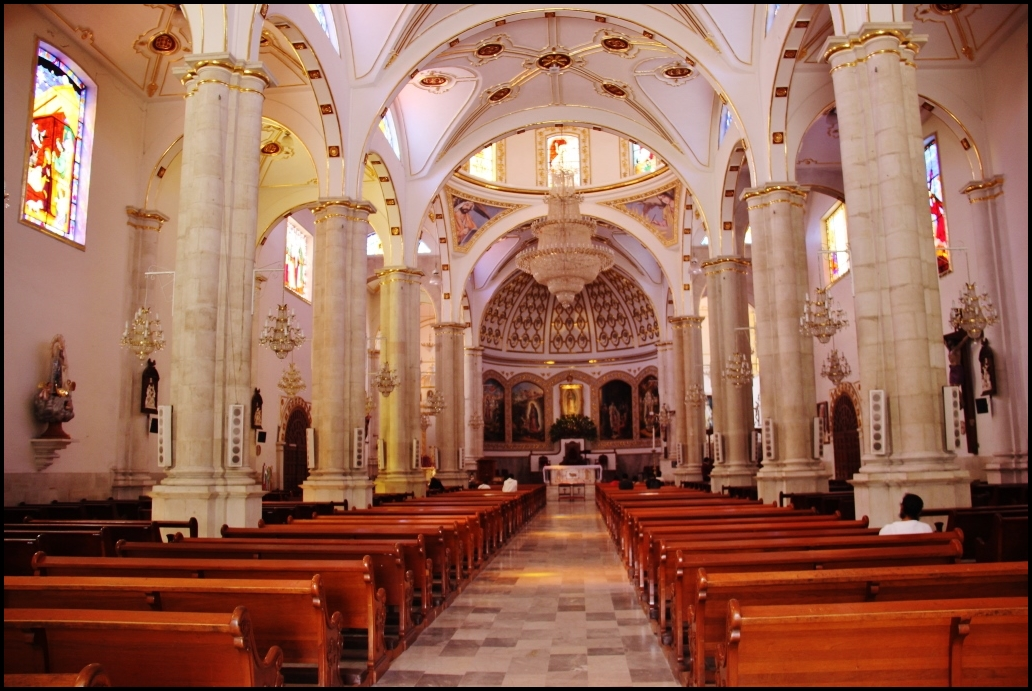
Interior de la Basílica.

La superficie total de la Basílica es de 1488 m² distribuidos en 62 metros de largo y 24 metros de ancho. La fachada monumental esta flanqueado por dos torres simétricas de un solo cuerpo trabajadas en cantera blanca, al igual que todo el parámetro de la fachada. La entrada es un arco de medio punto sobre impostas con jambas lisas, la clave está resaltada y la entrada está  limitada por  dos pares de pilastras planas estriadas sosteniendo un entablamento con triglifos.
Su interior alberga diversas esculturas de santos católicos y pinturas artísticas, estas últimas hechas por los maestros Jesús Becerril y Jacobo Alcántara; que representan a los cuatro presbíteros de la religión católica que son San Mateo, San Marcos, San Lucas y San Juan. A su vez, también hay vitrales hechos por el artista Gabriel Peñafiel. Estos vitrales representan los misterios gozosos y dolorosos de Jesucristo, otros exhiben las cuatro apariciones de la Virgen de Guadalupe en el cerro del Tepeyac.
Cuenta con una capilla llamada San José, coloquialmente conocida como Las Catacumbas. Desde el principio de la cimentación se dejó ese espacio para tener dicha capilla, actualmente es zona de sepulturas.